# Renocera johnsoni
Renocera johnsoni är en tvåvingeart som beskrevs av Cresson 1920. Renocera johnsoni ingår i släktet Renocera och familjen kärrflugor. Inga underarter finns listade i Catalogue of Life.